# より子
より子（よりこ、1984年5月13日 - ）は、日本の女性シンガーソングライター。本名：高野頼子（たかの よりこ）。所属レーベルはVirgin Music。身長153cm。血液型O型。栃木県宇都宮市出身、東京都大田区育ち。とちぎ未来大使。

## 概要
2歳から5歳まで小児がんの闘病生活を送る中、母親がくれたディズニーのカセットテープとおもちゃのピアノをきっかけに秘められた音楽的才能を開花させていった。11歳のときに闘病生活を共にした友人の死を知らされ、それをきっかけに自分が生かされた意味を考え「生きる」ことを伝える曲作りを始めた。2001年16歳のとき、シンガーソングライターとしてスタートする。
22歳の時に再発ではない新たな卵巣腫瘍が見つかり一時活動休止。自分の人生そのものを音楽で表現する生き様がTBS系「ニュース23」やNHK「ニュースウォッチ9」などで取り上げられ、大きな反響を呼んだ。
2001年により子。名義で活動を開始。2004年に句点を取ったより子名義に改名し、2005年にメジャーデビュー。2015年、独立して最初のアルバムリリースからYORICO名義を使用している（改名ではなく活動によって「より子」と「YORICO」を使い分けている）

### 人物
趣味は楽器演奏の他に、イラストレーション、ゲームミュージック制作、テレビゲームなど。特にゲームからは多大な影響を受けており、「ダイアの花」や「Vant」などゲームの世界観から着想を得て制作された楽曲も存在する。小中学生時代は団体行動が出来ない性格で、学校はイベントや行事の日など、行きたいことがある時だけ行くようになり、行かない時は家で何時間もピアノを弾き、ゲームをひたすら真剣にやっていたという。本人は当時の自分を「ピアノを1日2時間弾かないといられなかった」と回顧している。
親交のある著名人として、アナウンサーの吉田尚記（インディーズ時代出演していたニッポン放送『LF+Rフライングナイト』出演以来の付き合いである。）、音楽プロデューサーの中村太知、ギタリストのDAITA、シンガーソングライターのKOKIA、ヴァイオリニストのNAOTO、ミュージシャン仲間としては、ビアンコネロ、甲斐名都、INSPi等は同じ事務所所属の間柄でもある。ロックバンドでは、SUNS OWLのGOなどと親交がある。

### 音楽性
「ほんとはね。」（2002年）や「それでいいのですか?」（2005年）などの楽曲で知られる。ピアノやキーボードの弾き語りでストーリー性のある楽曲を発表し続けている。
共感覚があり、特に音に対して色や形、匂いなどあらゆる情報で受け取りながら演奏している為、曲を聴くとすぐに耳コピができる。数字や文字にも色がついて見える為、それを音に置き換えて演奏したりと面白い演奏法をすることがある。
ピアノの他にもドラム・ギター・ベース等も独学で習得している（ピアノに関しては6歳の頃に教室に通うも、楽譜の読み方を知ると1年程で教室をやめている）。「Vant」「臆病なライオン (よりスタバージョン)」等、楽曲によってはドラムやギターを自身で演奏しているものもある。
自宅の自室に「よりスタ」と称したスタジオを構え、楽曲制作を行っている。このスタジオ名からオフィシャルサイトのタイトルとライブのタイトルが取られている。デモ音源やセルフプロデュース楽曲の制作、一部の楽曲のアレンジやミックス等は、そこで自ら単独で行っている。
ゲームミュージックの他にブラックミュージックにも影響を受けており、「さあ今きみと」「もしも一つだけ願いが叶うなら」「Change my life」「そばにいたいと願うほど(Eng ver)」などゴスペル的なコーラスを取り入れている楽曲も多い。ライブではカバー曲を披露することも多い。
2006年以降は、自身の闘病経験を踏まえ、小児がんのチャリティーライブや、看護専門学校、病院でのライブを行っている。。

## 経歴
- 2歳の頃、卵巣癌を発症し、右卵巣を全切除[14]。闘病生活を送る中、祖父からおもちゃのピアノを与えられたことをきっかけにピアノを弾き始める[4]。
- 小学校入学以降、絵を描いたり、ピアノで作曲をはじめる。[14]同級生達が良く家に集まってきては、友人達から流行りの曲やゲームの曲、学校の音楽の授業で歌う曲など、いろんな曲をリクエストされては演奏したりみんなで歌ったり、お題をもらっては即興をして遊んでいた。この遊びがより子の表現の土台になっている。
- 中学校はほとんど行かず、本格的に絵、曲、PCでゲームを作るなど創作に没頭するようなる。また、3年間PTAのママさんコーラスで伴奏をしており毎年合唱コンクールでホールで演奏をした事で自然と大きなホールでの演奏に慣れていった。
- 中学3年生の時のクラスメートであった元モーニング娘。の福田明日香が、福田の当時マネージャーであった和田薫に紹介をし[4][14]。普段他人の歌をほめない福田が歌をほめたことに興味を持った和田が面会を求める[5]。レコーディングスタジオで披露したピアノの弾き語り（椎名林檎の「時が暴走する」Final Fantasy8「Eyes on me」）等が大受けし[4][14]、和田の事務所であるHARMONY PROMOTIONに所属することが決定する。しかし、より子自身にとってはこれまでゲーム音楽しか作ったことがなかったため、歌詞付きの曲を作るのは相当難しかったようで、最初の楽曲「ほんとはね。」ができるまでに実に約1年も要したという。

※ドラマの影響により「ほんとはね。」には多数のエピソードがあるようだが、2014年5月に本人がブログにて「ほんとはね。2014version」の歌動画と共に実際のエピソードを書いている。それにより「ほんとはね。」は十代の頃の恋愛体験の歌であったことが判明した。
- 2000年 - 2001年
  - 2000年頃から和田の出演する『オールナイトニッポンR プロデューサーズナイト』へ度々ゲスト出演し、楽曲を発表したり、カバー曲を歌ったりする。
  - 2001年4月から、『LF+RフライングNIGHT!』（2002年に『LF+R RECORDS』に改称）の出演アーティストに選ばれ、3週間に1曲作るという、本人曰く「地獄のような日々」を送る[4]。その間、楽曲「ほんとはね。」「No name」がフジテレビ系『世界密着TV! ワレワレハ地球人ダ!!』などで使用されたり、デビュー決定前ながら『GiRLPOP』（ソニー・マガジンズ社刊）で連載を持つなどする。
  - 9月29日、タワーレコード渋谷店において、楽曲「Plume Radio」1曲を収録したカセットテープを300本無料配布する。
  - 11月17日、タワーレコード渋谷店において、カセットテープ『MUSIC BOX』を限定300本（シリアルナンバー入）で販売する。
- 2002年
  - 3月27日、『LF+R フライングナイト』『LF+R RECORDS』で発表してきた曲を収録したアルバム『Aizenaha』でインディーズデビュー。
  - 7月2日、実母との共同執筆となる自伝的小説『より子。 天使の歌声 小児病棟の奇跡』が出版される。
  - 8月9日、フジテレビ系『金曜エンタテイメント』枠内で自身の半生を描いたスペシャルドラマ『天使の歌声 〜小児病棟の奇跡〜』が放送され、19.1%の高視聴率を記録する[14]。アルバム『Aizenaha』収録曲「ほんとはね。」が主題歌に起用され、同日のニッポン放送『より子。の@llnightnippon.com』で単独パーソナリティーを務める。
  - 11月、アルバム『Aizenaha』収録曲「Plume Radio」が、フジテレビ系『めちゃ2イケてるッ!』のエンディングテーマに起用される。アルバム『Aizenaha』の出荷枚数は累計8万枚を超える[14]。
  - 11月27日、ミニアルバム『gap』を発売。
- 2003年
  - 4月2日、ニッポン放送『より子。のオールナイトニッポンR』が放送開始。固定パーソナリティーとして毎週水曜日枠を担当する。番組内で毎回「夜明け前のリクエスト」と題してカバー曲を披露する。
  - 8月16日、ニッポン放送主催のイベント『そんなのアリーナ!?アマゾン』へ出演。
  - 9月24日、番組の最終回をもって、9月末で活動を休止することを番組内で発表する。9月26日には当時の公式サイトにて正式に活動休止が発表された[16]。
- 2004年
  - 2月11日、ソニンがインディーズ移籍第1弾シングルとして「ほんとはね。」をカバーして発売。
  - 3月12日、ライブイベント『chocolate mix』へ参加し、活動を再開。5月にはHARMONY PROMOTIONを離脱し、事務所をワタナベエンターテインメントに移籍する。
  - 8月25日、事務所移籍後初のワンマンライブ『第一回 より子。祭り』を開催。
  - 10月13日、東芝EMIからアルバム『Cocoon』でメジャーデビューが決定する。その際、これまでの「より子。」から「。」をとって「より子」に改名する。
  - 10月、東芝EMIのコンベンションライブイベント『music talks 2004 autumn』に出演。
  - 11月8日から24日まで、全国6ヶ所で『第一回より子挨拶廻り（独唱）』と題した、メジャーデビュー決定の挨拶回り完全招待制ライブを実施する。
- 2005年
  - 1月26日、アルバム『Cocoon』でメジャーデビュー。繭から幼虫が蝶になって羽ばたいていくというコンセプチュアルな内容で、オリコンデイリートップ20入りを記録する。
  - 2月13日、メジャーデビューとアルバムリリースを記念してアルバム購入者を対象に無料招待ライブ『第一回 より子どうでしょう?』を開催。500組の枠に約7,000通の応募があった[17]。
  - 3月30日、自身初となるシングル「忘れられた桜の木」をアルバム『Cocoon』よりリカットして発売。このリリースと同日から4月16日まで、初の全国ツアー『YORICocoon episode I』を行う。
  - 4月15日、TBS系『筑紫哲也 NEWS23』に初のテレビ生出演し、「ほんとはね。」と「忘れられた桜の木」を満開の桜の下で弾き語りで歌い上げる。
  - 8月10日、ワタナベエンターテインメント内音楽レーベルであるPURE MUSIC所属のアーティストによるライブ『鷹男』が開催。以降毎年8月に開催されるようになる。
  - 11月2日、3枚目のシングル「HIKARI/ダイアの花」を初の両A面シングルとして発売する。
  - 11月5日、同年10月下旬から「タクラミ」と題してシングルのプロモーション企画を連動して行ってきた『おい、より子!』イベントライブを開催する。
- 2006年
  - 2月3日、楽曲「HIKARI」をテーマにしたワンマンライブ『虹 〜7つのHIKARI〜』を行う。
  - 2月15日、メジャー2枚目のアルバム『second VERSE』を発売。
  - 3月12日、NHK BS2『BEAT MOTION』にゲスト出演。
  - 4月20日、急性腹症に伴う長期入院療養のため、予定されていた全国ツアー『Second Birthday Party』の全公演キャンセルが発表される。公式サイト宛てには1,500件以上の励ましのメッセージが寄せられた[18]。
  - 5月25日、オフィシャルサイトおよびブログ上で復帰の声明文を発表[19]。卵巣腫瘍による卵巣の半摘出手術を受けたことが明かされる。
  - 6月16日、復帰ライブとなる『PURE MUSIC NIGHT〜4days〜より子 NIGHT』を行い、活動を再開[20]。
  - 7月17日、初のジャズ形式のライブ『JAZZ YORICO』をClub IKSPIARIで行う。
  - 9月23日から12月25日まで4ヶ月計4公演、マンスリーライブ『よりスタ vol.2〜5』を行う。
- 2007年
  - 4月21日から6月9日まで3ヶ月計3公演、マンスリーライブ『よりスタ vol.6〜8』を行う。
  - 7月10日、森山良子を中心としたチャリティーコンサートライブ『生きる2007 〜小児がんなど病気と闘う子供たちとともに〜 森山良子 with FRIENDS』に参加。
  - 8月15日、初の配信限定シングル「臆病なライオン」を配信開始。以降5ヶ月間毎月第3水曜日を「より子の日」として、新曲を配信リリースする。
  - 9月14日から12月23日まで4ヶ月計4公演、マンスリーライブ『よりスタ vol.9〜12』を行う。
  - 11月14日、およそ1年9ヶ月振りのCD作品となる5枚目のシングル「ココロの鍵」を発売。
  - 11月18日、テレビ東京系『みゅーじん』で特集が組まれる。放送後にはオリコン特設掲示板『より子ブログ交流会』が時間限定で開設され、アクセスが殺到しオフィシャルサイトが一時サーバーダウンする事態となる[21]。
- 2008年
  - 1月16日、メジャー3枚目のアルバム『願う』を発売。1月19日にはウェブ番組『Ameba Studio』で「より子3rdアルバム『願う』特番」が放送される。
  - 4月6日から4月29日まで、自身2度目の全国ツアー『より子ワンマンライブツアー『願う』』を行う。
  - 8月16日から10月12日まで3ヶ月間計4公演、ワンマンライブ『よりスタvol.13〜15』を行う。9月13日・14日に行われた『よりスタvol.14』では、これまで東京都内の活動を主としていたよりスタマンスリーライブとしては初めてとなる大阪公演を行う。
  - 12月15日から12月21日まで全国4ヶ所4公演、ワンマンライブ『よりスタvol.16』を行う。『よりスタ』ライブシリーズにおいて全国規模で公演を行うのは初。
- 2009年
  - 1月10日、ワンマンライブ『よりスタvol.17』を行う。
  - 2月1日、様々な分野のミュージシャンとのコラボレーションを趣旨としたライブ企画として、ギタリストの谷本光と共にワンマンライブ『より子プレミアムvol.1』を行う。
  - 4月26日、ワンマンライブ『よりスタvol.18』を行う。
  - 6月17日、メジャー4枚目のアルバム『記憶』を発売。
  - 6月25日、フジテレビ系『スパイスTV どーも☆キニナル!』で特集が組まれる[22]。
  - 6月28日、Bluem of YouthおよびNapsaQのメンバーである松ヶ下宏之と共にワンマンライブ『より子プレミアムvol.2』を行う。
  - 9月5日から9月26日まで全国3ヶ所3公演、9ヶ月振りの東名阪ツアー『より子TOUR2009 記憶』を開催。
  - 12月20日、ワンマンライブ『より子 X'masLIVE '09 in 東京』を行う。
- 2009年
  - 1月10日、ワンマンライブ『よりスタvol.17』を行う。
  - 2月1日、様々な分野のミュージシャンとのコラボレーションを趣旨としたライブ企画として、ギタリストの谷本光と共にワンマンライブ『より子プレミアムvol.1』を行う。
  - 4月26日、ワンマンライブ『よりスタvol.18』を行う。
  - 6月17日、メジャー4枚目のアルバム『記憶』を発売。
  - 6月25日、フジテレビ系『スパイスTV どーも☆キニナル!』で特集が組まれる[23]。
  - 6月28日、Bluem of YouthおよびNapsaQのメンバーである松ヶ下宏之と共にワンマンライブ『より子プレミアムvol.2 湘南SPECIAL LIVE 2009～あじさい～』を行う。
  - 7月12日、日本テレビ系『夜明けのマルシェ』にゲスト出演する。
  - 9月5日から9月26日まで全国3ヶ所3公演、9ヶ月振りの東名阪ツアー『より子TOUR2009 記憶』を開催。
  - 12月20日、ワンマンライブ『より子 X'masLIVE '09 in 東京』を行う。
- 2010年
  - 1月23日から3月21日まで3ヶ月計3公演、ワンマンライブ『よりスタ』の20回記念公演『よりスタ20回記念特別マンスリーLIVE』を行う。
  - 6月5日、パーカッショニストの浜口茂外也と共にワンマンライブ『より子プレミアムvol.3 湘南SPECIAL LIVE 2010～あじさい～』を行う。また、ライブ会場および通信販売限定で、初の弾き語りによるセルフカバーアルバム『弾きがたり』を発売。
  - 6月10日、アフラックチャリティーコンサートのメンバーとして、早見優、タイムファイブと共に、全国ツアーを開始。（2014年現在まで続くロングツアーとなっている）
  - 8月3日、日本テレビ系『魔女たちの22時』で「魔女」として特集が組まれる[24]。番組にはスタジオ出演もし、楽曲「星に願いを」も披露した[25]。
  - 12月1日、弾き語りによるカバー＆セルフカバーアルバム『弾きがたり2』を発売。
  - 12月2日より東名阪ワンマンライブツアー「より子 Christmas Live 2010 「弾きがたり」」を行う。12月2日に名古屋、12月8日大阪、12月19日に東京にて開催。
- 2011年
  - 2月10日より、ワンマンコンサート「歌・ピアノ・より子　「大切なこと」が伝わりますように・・・」を行う。2月10日に君津市、2月11日に東金市、2月13日深谷市、2月15日四街道市、2月20日野田市、2月26日さいたま市、5月13日厚木市、5月15日藤沢市、5月20日横須賀市にて開催。
  - 4月2日、東北地方太平洋沖地震被災地支援チャリティコンサート「現地へ届け、希望と勇気！！ YELL! from TOKYO」に出演。
  - 4月16日、ワンマンチャリティーコンサート「より子の弾きがたりチャリティーコンサート」を行う。
  - 8月2日、４ヶ月連続・新曲配信リリースの第1弾として「あい ～Yorista Version～」を配信。
  - 9月、「WAKE UP ～Yorista Version～」を配信。
  - 10月、「Change my life ～Yorista Version～」を配信。
  - 11月、「そばにいたいと願うほど ～Yorista Version～」を配信。
  - 12月9日、NHK『特報首都圏』にてドキュメンタリー「生きる いのちのうた より子」が放送される。
- 2012年
  - 2月15日、５枚目のアルバム『My Soul』を発売。
  - 3月25日、ワンマンライブ「より子 My Soul Live」を表参道GROUNDにて開催。
  - 4月1日、約9年間活動してきたワタナベエンターテインメントから独立。
  - 7月1日、ワンマンライブ「湘南SPECIAL LIVE 2012 ～あじさい～ Vol.11　より子 プレミアム vol.6」を鎌倉 歐林洞ギャラリーサロンにて開催。
  - 12月24日、ワンマンライブ「よりスタvol.22　Special X'mas LIVE 2012 -たくさんのありがとうをこめて-」を北参道 strobe CAFEにて開催。
  - 12月30日、ワンマンライブ「たくさんのありがとうをこめて、年末もライブやっちゃうよ!!」を北参道 strobe CAFEにて開催。
- 2013年
  - 2月16日、ワンマンライブ「よりスタvol.23 SUONO CHOCOLA」を池袋 鈴ん小屋にて行う。
  - 3月6日、弾き語りによるカバー＆セルフカバーアルバム『弾きがたり３』を発売。
  - 3月9日、「弾きがたり3リリース記念 より子ミニライブ&トーク in　豊橋」をAVANTIにて開催。
  - 3月23日、ワンマンライブ「よりスタvol.24 弾きがたり3リリース記念ライブ」を渋谷 7th Floorにて開催。
  - 5月12日、バースデーワンマンライブ「よりスタvol.25 YORICO 29th Birthday Party」を行い、ファンとスタッフによるサプライズイベントがあった。また、新曲「お散歩チャトラ」が披露された。
  - 11月28日、ツイキャスでの放送「よりキャス」を始める。自身初のストリーム放送。以降、ワンマンライブの前には定期的に放送、そのほかの時期には不定期でゲリラ放送を行う。
  - 12月14日、下北沢の教会にてワンマンライブ「よりスタvol.27 X'mas Church LIVE～天使の歌声～」を行う。タイトルに初めて「天使の歌声」がついたライブであり、自身の心境の変化や、「Change my life」のテーマ、いままでワンマンライブでもあまり深く語られることの無かった話が語られた。また、『My Soul』収録曲「こいのうた」の完全版（後半が追加された曲）を披露した。
- 2014年
  - 1月3日、ブログにて「Change my life」「そばにいたいと願うほど」「あい」の英詞作業を行っていることを発表する。
  - 5月31日、バースデーワンマンライブ「よりスタ vol.28 より子30th Birthday Party 湘南SPECIAL LIVE 2014～あじさい～」を行う。新曲「一日があなたではじまるように（仮タイトル）」、「Beside me」（そばにいたいと願うほど」のEnglish Version）を発表し、6月4日のツイキャスにて新曲から同曲のほか・タイトル未定曲を１曲、および「Change my life」のEnglish versionを披露した。
  - 9月20日、初のプラネタリウムワンマンライブ「よりスタvol.29 BLUE STAR LIVE」を開催。新アルバム『GUARDIAN ANGEL』から「GUARDIAN ANGEL」を初披露し、同曲のフル音源と「beside me」の特別版を収録したデモCDを配布。
  - 12月1日、MBS『ちちんぷいぷい』のコーナー「WHO ARE YOU?」にて特集が組まれる。
  - 12月3日、6枚目のアルバム『GUARDIAN ANGEL』をリリース。夜に「GUARDIAN ANGELリリース記念パーティー」を行う。
  - 12月6日から、アルバムを携えての東名阪ワンマンライブツアー「よりスタvol.30 GUARDIAN ANGELS TOUR」をスタート。初日の「in 大阪」は心斎橋Soap Opera Classicsにて開催。
  - 12月7日、「よりスタvol.30 GUARDIAN ANGELS TOUR in 名古屋」を名古屋PLASTIC FACTORYにて開催。
  - 12月24日、KAWAI表参道店 1階ショーウィンドウにて「YORICO Christmas Special Free Live at KAWAI Omotesando」を行う。
  - 12月27日、東名阪ツアーファイナル「よりスタvol.30 GUARDIAN ANGELS TOUR in 東京」を恵比寿 天窓.switchにて開催。
- 2015年
  - 1月27日、初の主催ライブ「小児がんチャリティーコンサート～ゴールドリボンの輪～」を札幌時計台にて開催。共演ゲストは谷本光。
  - 5月30日、バースデーワンマンライブ「よりスタvol.31 より子31st Birthday Party 湘南SPECIAL LIVE 2015～あじさい～」を鎌倉歐林洞ギャラリーサロンにて開催。
  - 8月6日、以前から訴えていためまいや不眠などの体調不良の療養のため、予定されていたツアー『よりスタvol.32 DISNEY on YORICO 〜Piano Tour〜』の全公演キャンセルが発表される。
  - 9月2日、7枚目のアルバム『弾きがたり4 〜DISNEY on YORICO〜』を発売。
  - 12月23日、復活ワンマンライブ「よりスタ vol.33 ～紡ぐ糸～11490～」を恵比寿 天窓.switchにて開催。ツアーのキャンセルはパニック障害になってしまったこと、またこのライブの直前に腸閉塞を患っていたことを明かした。
- 2016年
  - 4月3日、ワンマンライブツアー「よりスタ vol.34 DISNEY on YORICO in 大阪」を大阪Knaveにて開催。
  - 4月10日、ワンマンライブツアー「よりスタ vol.34 DISNEY on YORICO in 東京」を南青山マンダラにて開催。
  - 7月10日、ワンマンライブ「よりスタ vol.35 雅音-GAIN 湘南 SPECIAL LIVE 2016～あじさい～」を鎌倉歐林洞ギャラリーサロンにて開催。
  - 9月22日、ワンマンライブ「より子とゲニーのしゃべくりツインズ　漫談ライブ！！vol.1」を原宿ストロボカフェにて開催。
- 2018年~現在
  - 小児がんによる晩期合併症により緊急搬送が頻発し活動を縮小、３度の大きな手術を受け一命を取り留める。
  - 体調を考慮し、活動の場を配信に移行。ツイキャス（Twitcasting）を軸にトークや弾き語りライブを行っている。（ツイキャスにてメンバーシップを開設。こちらでファンと交流をしながら定期的に配信を行っている。他はYoutubeやインスタライブなど）

## ラジオでの活動
シンガーソングライターの活動以外にラジオパーソナリティとしての活動も多い。活動開始以降、冠番組（レギュラー放送における）は過去2本持っている。DJは2007年に初めて務めた。
- 2001年から2002年まで、『LF+Rフライングナイト』（ニッポン放送）のメンバーとして3週間に1度出演[26]。
- 2002年から2003年まで、『オールナイトニッポンレコード』の隔週レギュラーとして出演[26]。
- 2002年8月9日、『@llnightnippon.com』枠『より子。の@llnightnippon.com』のパーソナリティーを担当[27]。単独パーソナリティー担当は初。
- 2002年11月27日、『オールナイトニッポンRスペシャルナイト』枠『より子。のオールナイトニッポンR』のパーソナリティーを担当。初のオールナイトニッポンR枠でのパーソナリティーを担当する。
- 2003年4月2日から9月24日の放送終了まで、『オールナイトニッポンR』水曜日『より子。のオールナイトニッポンR』のレギュラーパーソナリティーを担当。この当時はラジオでの活動に限定していたが、2003年8月に横浜アリーナで行われたニッポン放送の夏恒例イベント「そんなのアリーナ!?」に出演し、観客に生歌を初披露する（この模様はBSフジでも後日放送された）。
- 2004年8月6日、『より子。のオールナイトニッポンR』のパーソナリティーを担当。
- 2005年1月13日から6月30日の放送終了まで、『音屋 より子』（Air-G・FM FUKUOKA）のレギュラーパーソナリティーを担当。
- 2005年4月9日、『より子のオールナイトニッポンR』のパーソナリティーを担当。
- 2005年4月30日から12月末まで、『土曜の夜はケータイ短歌』（NHKラジオ第1放送）の月末レギュラーパーソナリティーを担当。
- 2005年10月14日、『より子のオールナイトニッポンR』のパーソナリティーを担当。
- 2006年2月19日、『音屋 より子』のパーソナリティーを担当。
- 2006年3月10日、『より子のオールナイトニッポンR』のパーソナリティーを担当。
- 2007年10月4日から2008年3月27日の放送終了まで、『DANCING GROOVE!〜HOT JAM〜 FASHION ROCK』（FM Yokohama）でレギュラーパーソナリティーを担当。ラジオ音楽番組で初のDJを務める。

## ディスコグラフィー
詳細は各作品の項目を参照。

### シングル
|     | 発売日         | タイトル          | 規格品番   |
| --- | -------------- | ----------------- | ---------- |
| 1st | 2005年3月30日  | 忘れられた桜の木  | TOCT-4856  |
| 2nd | 2005年7月21日  | Break the Cocoon  | TOCT-4886  |
| 3rd | 2005年11月2日  | HIKARI/ダイアの花 | TOCT-4925  |
| 4th | 2006年1月18日  | さあ今きみと      | TOCT-4951  |
| 5th | 2007年11月14日 | ココロの鍵        | TOCT-40169 |

### アルバム
|                 | 発売日                          | タイトル                         | 規格品番           |              |              |
| より子。名義    | より子。名義                    | より子。名義                     | より子。名義       | より子。名義 | より子。名義 |
| --------------- | ------------------------------- | -------------------------------- | ------------------ | ------------ | ------------ |
| 1st             | 2002年3月27日 2002年7月24日再発 | Aizenaha                         | LUCKY001 HLCA-1001 |              |              |
| 2nd             | 2002年11月27日                  | gap                              | HLCA-1002          |              |              |
| より子名義      |                                 |                                  |                    |              |              |
| 1st             | 2005年1月26日                   | Cocoon                           | TOCT-25580         |              |              |
| 2nd             | 2006年2月16日                   | second VERSE                     | TOCT-25940         |              |              |
| 3rd             | 2008年1月16日                   | 願う                             | TOCT-26522         |              |              |
| 4th             | 2009年6月17日                   | 記憶                             | TOCT-26837         |              |              |
| Selfcover       | 2010年6月5日                    | 弾きがたり                       | QMCA-20            |              |              |
| Cover&Selfcover | 2010年12月1日                   | 弾きがたり2                      | QMCA-21            |              |              |
| 5th             | 2012年2月15日                   | My Soul                          | QMCA-22            |              |              |
| Cover&Selfcover | 2013年3月6日                    | 弾きがたり3                      | DQC-1050           |              |              |
| 6th             | 2014年12月3日                   | GUARDIAN ANGEL                   | DQC-1402           |              |              |
| Cover           | 2015年9月2日                    | 弾きがたり4 〜DISNEY on YORICO〜 | DQC-1500           |              |              |

### 配信限定シングル
1. 臆病なライオン（2007年8月15日配信開始）
2. ココロの鍵（2007年9月19日配信開始）
3. てのひら（2007年10月17日配信開始）
4. やさしいうた（2007年11月21日配信開始）
5. 星に願いを（2007年12月19日配信開始）
6. あい～Yorista Version～（2011年8月2日配信開始）
7. WAKE UP～Yorista Version～（2011年9月配信開始）
8. Change my life～Yorista Version～（2011年10月配信開始）
9. そばにいたいと願うほど～Yorista Version～（2011年11月配信開始）

### 参加作品
| 発売日         | タイトル                               | 規格品番       | 収録曲                                 |
| -------------- | -------------------------------------- | -------------- | -------------------------------------- |
| 2000年02月21日 | アートカミオン芸術伝 爆走音盤          | MJCG-80019     | M-14「呼吸」 M-15「ホントのココロ」    |
| 2002年11月20日 | ソニン「津軽海峡の女」                 | TFCC-89056     | コーラス担当                           |
| 2003年7月23日  | 青田屋1号                              | ANNR-1001      | M-2「ほんとはね。」 M-9「Plume Radio」 |
| 2003年11月19日 | 青田屋2号                              | ANNR-1005      | M-10「イロ」                           |
| 2004年8月11日  | 青田屋3号                              | ANNR-1006      | M-10「Happy Birthday To You」          |
| 2005年3月30日  | Venus Japan for Your Departure         | XAT-1245350955 | M-11「それでいいのですか?」            |
| 2006年3月15日  | BLACK CAT Original Sound Track Nikukyu | TOCT-25989     | M-22「ダイアの花(TVバージョン)」       |
| 2006年6月7日   | 39(THANK YOU)                          | TOCT-26027     | M-7「second Birthday」                 |

### 書籍

#### 小説
- 小笠原路子&より子。『より子。天使の歌声 小児病棟の奇跡』（2002年7月2日初版発行、扶桑社・フジテレビ出版刊、ISBN 978-4594036195）
  - 「ほんとはね。」8cmCD付

#### ピアノスコア
- より子。 Aizenaha（2002年10月28日、ヤマハミュージックメディア）
- より子。 gap（2002年12月6日、ヤマハミュージックメディア）
- より子。「Aizenaha」+「gap」Selection（2003年1月10日、シンコーミュージック・エンタテイメント）
- より子 Cocoon（2005年2月25日、ヤマハミュージックメディア）

#### その他
- TEHON vol.3『Cocoon』（2005年3月、ポピー）

## ミュージックビデオ
| 監督      | 曲名                     |
| 彼末俊介  | 「ココロの鍵」           |
| 久保茂昭  | 「HIKARI」               |
| 纐纈勇人  | 「gap」                  |
| 小林基己  | 「忘れられた桜の木」     |
| 豊村慶一  | 「さあ今きみと」         |
| モリ○カツ | 「それでいいのですか？」 |
| Yujin     | 「ほんとはね。」         |